# BV Centauri
BV Centauri é uma estrela binária variável cataclísmica na constelação de Centaurus. É uma nova anã, apresentando aumentos rápidos de luminosidade que são recorrentes com um período médio de 150 dias, que parece ter aumentado nas últimas décadas. Durante o estado quieto, sua magnitude aparente visual é de aproximadamente 13, com variações de alguns décimos ao longo de uma órbita devido a diferenças na área visível das estrelas, aumentando até um máximo de 10,7 nas erupções. Medições de paralaxe pelo satélite astrométrico Gaia determinaram que o sistema está a uma distância de aproximadamente 361 parsecs (1 178 anos-luz) da Terra, um valor menor que a estimativa indireta anterior de 500 parsecs, baseada na sua luminosidade.
Variáveis cataclísmicas são sistemas binários de curto período em que uma estrela secundária transfere matéria para uma anã branca primária. Em BV Centauri, a anã branca e sua companheira têm massas estimadas em 1,18 e 1,05 vezes a massa solar e cada uma contribui para aproximadamente metade da luz visível do sistema. A estrela secundária parece ser uma estrela evoluída com um tipo espectral de G5-G8IV-V, o que é evidenciado por seu raio estendido de 1,4 raios solares. A reconstrução de sua superfície revelou que esta é uma estrela com alta atividade magnética, apresentando cerca de 25% de sua superfície coberta por manchas estelares, que são mais abundantes no hemisfério da estrela virado para a anã branca. Além disso, uma proeminência foi detectada acima da superfície da estrela secundária, também no lado virado para a anã branca.
A órbita do sistema tem um período de 0,611179 dias (16,7 horas), um dos maiores períodos conhecidos para uma nova anã, e está inclinada em 53 ± 4° em relação ao plano do céu. A curva de luz de BV Centauri durante as erupções apresenta comportamento anormal para uma nova anã, com um longo intervalo de cerca de 15 dias antes de atingir luminosidade máxima, tendo sido comparada à nova clássica GK Persei. Com base nisso, já foi proposto que BV Centauri pode ter gerado uma nova no século XIX, não registrada pelos observadores da época.

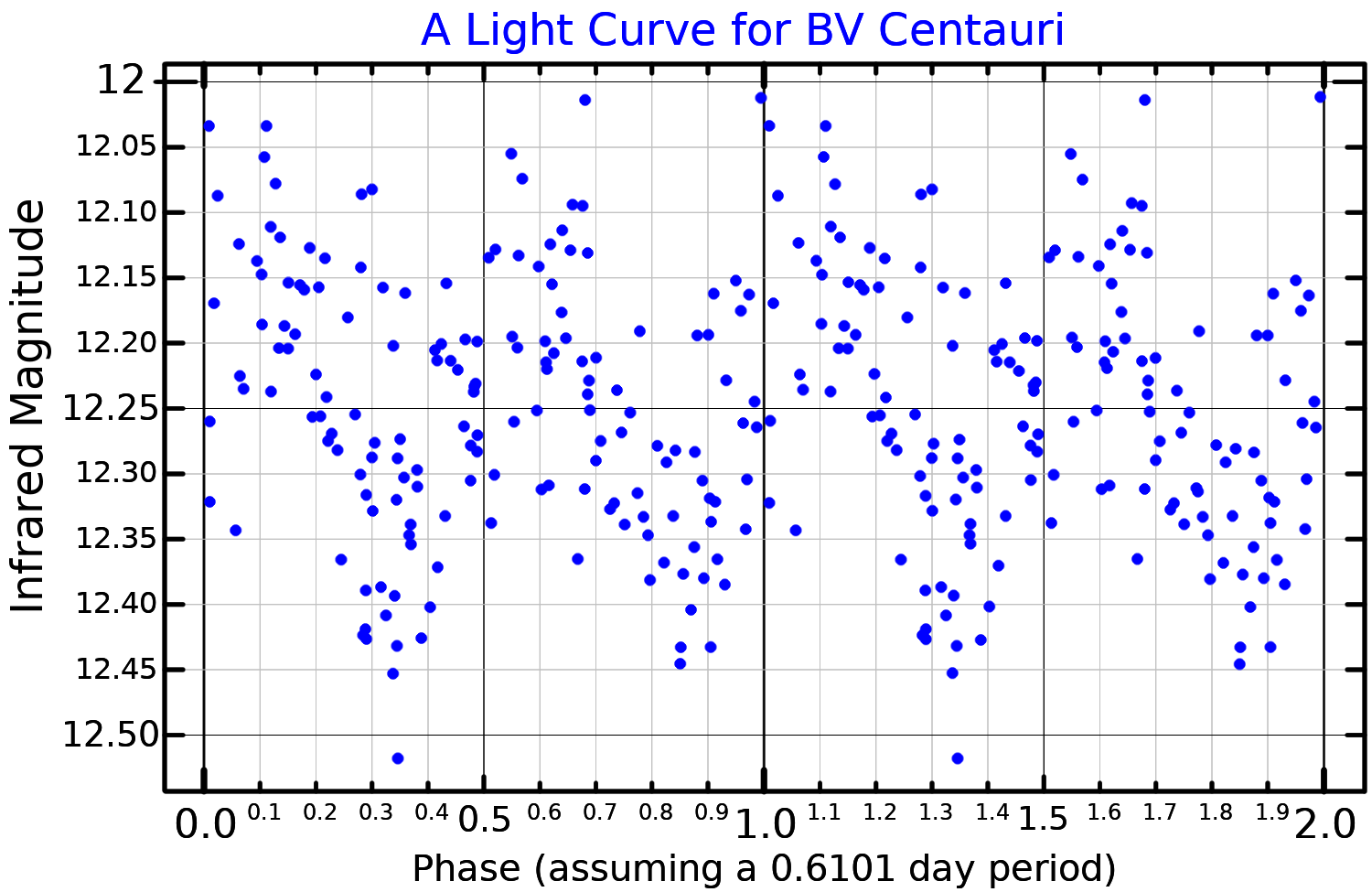
Curva de luz (banda infravermelha I) de BV Centauri